# El Cañaveral
El Cañaveral és un barri administratiu de Madrid pertanyent al districte de Vicálvaro. Es va crear l'any 2017 després d'una re-delimitació del districte de Vicálvaro.